# Geniza de El Cairo

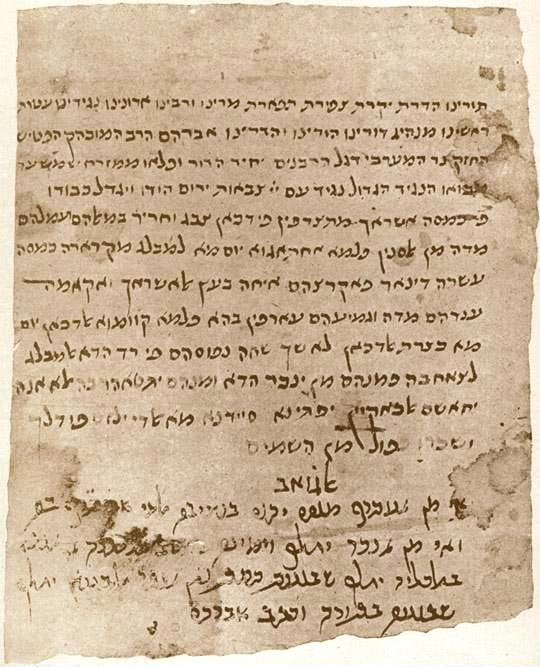
Carta autógrafa de Abraham ben Moisés ben Maimón, uno de los muchos documentos guardados en la geniza.

La Geniza de El Cairo (en hebreo: גניזת קהיר Guenizat Qahir) es un depósito de aproximadamente 200 000 manuscritos judíos 
que datan de 870 a 1880.
Es la geniza (depósito de archivos sagrados) de la sinagoga Ben Ezra en la ciudad de El Cairo (Egipto). En total, los historiadores han identificado más de siete mil documentos, la mitad de los cuales se han conservado en su totalidad.
Su importancia en el enriquecimiento de la historiografía es considerable.
Estos textos están escritos en hebreo, judeoárabe y árabe en diversos soportes (vitela, papel, tela o papiro). Los temas tratados son muy diversos (vida cotidiana, intercambios comerciales, disputas legales, traducciones, comentarios y copias de la Torá, gramáticas hebreas, etc.). Algunos textos proporcionan una gran cantidad de información sobre Maimónides.
El estudio de estos archivos fue realizado a finales del siglo XIX por el profesor Solomon Schechter. En 1897, compró una gran parte de los documentos y los llevó a Cambridge. En los años 1930, Jacob Mann editó y publicó documentos de la Guenizah. Pero fue Shlomo Dov Goitein (1900-1985) quien dedicó su vida al estudio de estos archivos.

## Descubrimiento
La geniza es la sala de archivos de la sinagoga Ben Ezra, fundada en 882, donde se han acumulado manuscritos desde el siglo X porque, según la halajá (ley religiosa), ningún documento que pueda invocar el nombre de Dios puede ser desechado o destruido mientras se espera a ser cremado ritualmente. Esta habitación estaba cerrada por todos los lados, sin puertas ni ventanas: una especie de ático cuyo único acceso requería el uso de una escalera y un pasillo bajo al que se podía acceder arrastrándose. Fue en este ático donde se descubrieron los manuscritos.

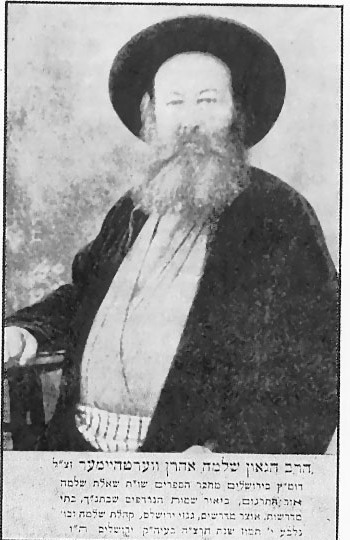
Solomon Aaron Wertheimer, pionero de la geniza, 1920.

La importancia de la geniza de El Cairo fue reconocida por primera vez por Jacob Saphir, un viajero y erudito judío (1822-1886), quien dio una descripción publicada de ella en el Imperio alemán después de su viaje a Egipto en 1864. Cuenta que tuvo que rogar a los oficiales de la sinagoga para tener acceso a su geniza.
En 1893 ya se habían extraído documentos de la geniza, ya que el rabino Salomon Aaron Wertheimer de Jerusalén compró varios de ellos a anticuarios turísticos, a pesar de sus escasos medios,
y publicó el primer volumen de «seminarios» que contenía pequeños manuscritos del depósito.
Durante varios años, intentó vender estos documentos de la geniza a la Biblioteca Británica por unos pocos centavos, pero muchos fueron rechazados.
Verdadero pionero del yacimiento de El Cairo, parece que la historia no le ha hecho justicia; sus descendientes todavía se quejan de ello.
Tres años más tarde, en 1896, dos hermanas eruditas escocesas, Agnes Smith Lewis y Margaret Dunlop Gibson, visitaron El Cairo y compraron en una tienda de antigüedades varias páginas de manuscritos antiguos escritos en alfabeto hebreo, que mostraron a Solomon Schechter, profesor de literatura rabínica en Cambridge, quien fue sin más demora a El Cairo el 13 de mayo de 1896 y trajo más de mil piezas para este primer viaje.
El profesor Schechter describe en un artículo publicado en The Times de Londres en 1897, hasta qué punto las nubes de polvo levantadas en la oscuridad de esta geniza casi la sofocaron.
A continuación obtuvo una ayuda especial para los estudios judíos del erudito Charles Taylor (1840-1908). Buscó la ayuda de otras personalidades y diplomáticos judíos y cristianos. Schechter fue recomendado, entre otras cosas, por el rabino mayor de Inglaterra al rabino mayor de El Cairo para obtener la cooperación de los líderes de la comunidad y los de la sinagoga Ibn Ezra de Egipto.
Así pues, fue principalmente la obra -en condiciones difíciles- de Solomon Schechter en el último decenio del siglo XIX la que atrajo la atención de los estudiosos y del público hacia los tesoros contenidos en el gueniza.
En 2006 se descubrió en la Universidad de Ginebra un lote de documentos de la geniza de El Cairo, olvidados durante más de un siglo.

## Cronología de los primeros estudios
Los primeros estudios de los documentos del geniza fueron realizados por los primeros descubridores: el investigador Jacob Saphir en 1864, luego el rabino Wertheimer en 1893, seguido por el profesor Schechter en 1897.
En los años 30, Jacob Mann editó y publicó documentos de la Geniza. Pero fue Shlomo Dov Goitein (1900-1985) quien dedicó su vida al estudio de estos archivos. Dibujó de ella un cuadro de la vida diaria de las comunidades judías y los vínculos entre ellas. Publicó su trabajo a partir de 1967 bajo el título: A Mediterranean Society. The Jewish Communities of the Arab World as Portrayed in the Documentation of the Cairo Geniza, en seis volúmenes, los dos últimos de los cuales fueron publicados después de su muerte.

## Contenido

### Naturaleza de los manuscritos

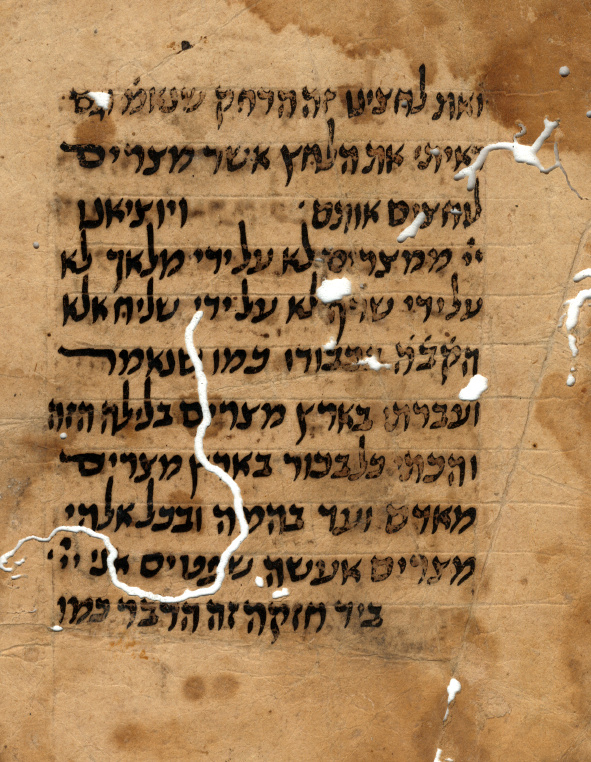
Fragmento de una Hagadá encontrada en la Geniza.

«Los más numerosos son los documentos legales (declaraciones, informes judiciales, contratos de matrimonio, decretos de divorcio, testamentos, etc.). Luego viene la correspondencia (cartas comerciales y de negocios, correspondencia privada, etc.) y los documentos administrativos (inventarios, informes, solicitudes varias)».
«Gracias a ellos, es posible tener una idea de la vida cotidiana en el mundo judeo-árabe mediterráneo, especialmente desde el siglo X hasta el XIII, con una calidad de detalle que ni siquiera dan las fuentes islámicas».
También hay documentos religiosos, fragmentos de la traducciones de la Biblia al griego por parte de Aquila de Sinope, el Talmud, sus comentarios, el Corán, poemas litúrgicos, la cábala...
Además, hay gramáticas hebreas, poemas...
El clima seco de Egipto ayudó a preservar estos documentos.

### Idiomas
Muchos de estos documentos fueron escritos en árabe pero usando el alfabeto hebreo, lo que se llama judeoárabe.
Dado que los judíos consideran el hebreo como el idioma de Dios y la escritura hebrea como la de Dios mismo, un idioma sagrado, no fue posible destruir los textos, incluso mucho después de que ya no fueran de utilidad. Cuando estos documentos se volvieron inoperantes, se colocaron en la geniza porque estaban escritos con el alfabeto hebreo y algunos incluso contenían el nombre de Dios.
«Algunos documentos de Guenizah están escritos en hebreo, otros en árabe, pero transcritos en letras hebreas (judeo-árabes), o directamente escritos y transcritos en árabe».

### Período y procedencia

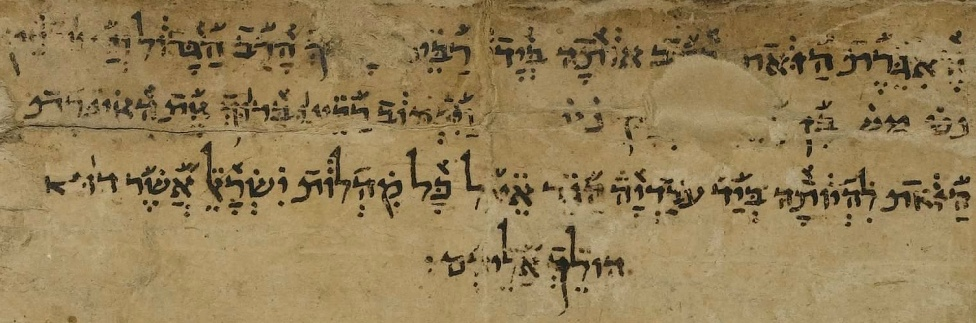
Carta de Baruch ben Isaac de Alepo por Ovadia el Prosélito,. (Biblioteca Bodleiana, Oxford).

«La mayoría de los documentos conservados en Ginebra fueron depositados allí durante los períodos fatimí y ayubí (969-1250). Su «suministro" regular se estableció desde 1002 hasta finales del siglo XIII, y luego se debilitó durante el sultanato mameluco de Egipto (siglos XIV y XV). Los últimos cuatro siglos (siglos XVI a XIX), están mucho menos representados que la época medieval».
La procedencia geográfica de los manuscritos es diversa. Los judíos de Egipto no fueron los únicos en depositar sus textos allí. Los judíos de España, que se refugiaron en Oriente Medio en 1492 tras su expulsión (véase el Decreto de la Alhambra) añadieron los suyos, por lo que el número de documentos aumentó alrededor de 1500. Fueron ellos, en particular, quienes trajeron a El Cairo varios documentos que arrojaron nueva luz sobre la historia de los jázaros y la Rus de Kiev, a saber, la correspondencia entre Hasday ibn Shaprut, visir judío del califa de Córdoba Abderramán III, y Joseph, gobernante de los jázaros, conocida como la Correspondencia de los kazares, así como la Carta de Schechter y la Carta de Kiev. Judíos del Líbano, Siria, Yemen, el Magreb (Túnez, Marruecos) y Sicilia también contribuyeron a enriquecer este depósito de documentos.

## Interés histórico

### Historia social y económica

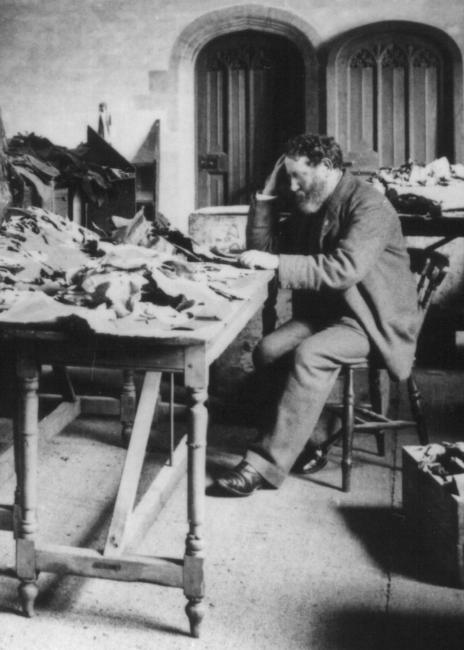
Solomon Schechter estudiando los documentos de Genizah hacia 1895.

Los judíos que escribieron los documentos encontrados en la Geniza estaban familiarizados con la cultura y el idioma de la sociedad de su tiempo; estos documentos son invaluables para establecer cómo se hablaba y entendía el árabe en ese tiempo. También demuestran que los judíos que los crearon estaban totalmente integrados en la sociedad de su tiempo: practicaban los mismos oficios que sus vecinos musulmanes y cristianos, incluyendo la agricultura; compraban propiedades, las vendían o las alquilaban a sus contemporáneos.
No se puede exagerar la importancia de ese material al reconstruir la historia social y económica del período comprendido entre 950 y 1250. Un especialista en judaísmo, Shelomo Dov Goitein, ha dedicado su vida a la creación de un índice para este período de tiempo que incluye a unos 35 000 individuos. Hay unas 350 «personalidades», entre ellas Maimónides y su hijo Abraham, y 200 «familias entre las más conocidas»; se mencionan 450 profesiones y 450 tipos de bienes. Ha identificado objetos de Egipto, Palestina, Líbano, Siria (pero no de Damasco o Alepo), Túnez, Sicilia e incluso del comercio con la India. Las ciudades mencionadas se extienden de este a oeste desde Samarcanda (Uzbekistán actual, en Asia central) hasta Sevilla (España actual) y Siyilmasa (actual Marruecos); de norte a sur desde Constantinopla (Estambul, Turquía) hasta Adén (actual Yemen); Europa no solo está representada por los puertos mediterráneos de Narbona, Marsella, Génova y Venecia, ya que a veces se mencionan incluso Kiev y Ruán.
«Gracias a la geniza de El Cairo, las vidas de las mujeres, casi invisibles en la alta literatura de la época, pueden verse con gran claridad. Muchas mujeres se dedicaban al trabajo remunerado y en muchos casos podían mantener sus ingresos. La industria textil -bordado, hilado, tejido y teñido de sedas- era su principal campo, pero también se dedicaban a la medicina (no como médicos de formación regular sino como practicantes de la medicina popular, parteras y depiladoras); eran astrólogas, adivinas, corredores de bolsa dedicadas a la venta de productos fabricados por otras mujeres».
El material no literario, que incluye documentos judiciales, escritos legales y correspondencia de la comunidad judía local (por ejemplo, la Carta de los Ancianos entre los caraítas de Ascalón), es impresionante: Goitein estimó que había «unos 10 000 documentos de cierta longitud, de los cuales 7000 son unidades independientes lo suficientemente grandes como para ser considerados documentos de valor histórico». Sólo la mitad de ellas se han conservado más o menos completamente.

### Historia del pensamiento religioso

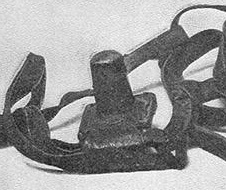
Filacterias encontradas en la geniza de El Cairo.

El material recuperado incluye un gran número de libros, la mayoría de ellos en forma fragmentaria; el número de sus hojas se estima en 250 000, e incluyen partes de escritos religiosos judíos y fragmentos del Corán. De particular interés para los biblistas son varios manuscritos incompletos del Libro de la Sabiduría de Jesús ben Sirá en hebreo,
que hasta entonces solo se conocían en griego.
También fue de particular interés el descubrimiento de un fragmento conocido como el Documento de Damasco (o Documento de Sadocita), por su vínculo con el manuscrito del Mar Muerto llamado la Regla de la Comunidad (1QS) encontrado en Qumrán,
publicado en 1910 por Schechter,
así como un texto hebreo del Eclesiastés que data del 200 a. C.8. Se descubrieron varios fragmentos de la Hexapla de Orígenes (Reyes,
Proverbios, Libro de los salmos).

### Archivo

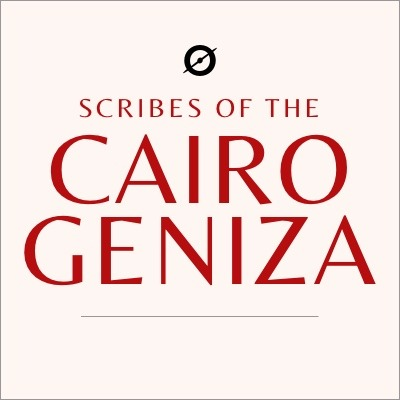
Logotipo del Proyecto Caire Geniza en Zooniverse.

En 1897, cuando algunos de los manuscritos ya estaban dispersos en varias bibliotecas del mundo (San Petersburgo, París, Londres, Oxford, Nueva York), los últimos 140 000 fragmentos fueron trasladados por Schechter a la Universidad de Cambridge.
Estos documentos se han archivado en varias bibliotecas de América y Europa. Los que habían sido trasladados a Berlín, Fráncfort del Meno y Varsovia, entre otros, se perdieron durante la Segunda Guerra Mundial.
La colección Taylor-Schechter de la Universidad de Cambridge 
en el Reino Unido comprende 14 .000 manuscritos (cerca de 350 000 páginas), que representan entre el 60% y el 70% del corpus;
otros 40 000 se encuentran en el Seminario Teológico Judío de América. La John Rylands Library de Mánchester contiene una colección de más de 11 000 fragmentos, que se está digitalizando para cargarlos en un archivo en línea. Otros materiales se encuentran en colecciones privadas y en 75 bibliotecas de todo el mundo, entre ellas las de la Universidad de Westminster, Oxford, Birmingham; Nueva York, Cincinnati, Filadelfia, Toronto; París, Estrasburgo, Viena, Ginebra, Leningrado e Israel.
En 1999, el multimillonario judío canadiense Dr. Dov Friedberg emprendió un proyecto (Proyecto Friedberg Genizah) para localizar todas las partes del depósito dispersas por el mundo, investigar, identificar, fotografiar e interpretar los miles de fragmentos y documentos de ellas para su descarga en la Internet. Varios profesores de la Universidad Hebrea de Jerusalén y de la Universidad Bar Ilán participan en este costoso proyecto.
El sitio se puso en línea en 2007 y la calidad de la fotografía es tal que los documentos son a veces más legibles en la pantalla que el original.
Tres años después, la mayoría de los documentos fueron fotografiados de las colecciones de Cambridge University Press, la Colección Jacques Mosseri, la Biblioteca del Museo Británico, la Biblioteca de la Universidad de Haifa, el Seminario Teológico Judío de Nueva York, la Universidad de Tel Aviv, la Biblioteca Nacional de Jerusalén, la Biblioteca Científica de Budapest (Colección Geniza Kaufman), etc.